# Мінотавр
Мінота́вр (грец. Μινώταυρος) — за уявленнями давніх греків, страховисько з людським тулубом і бичачою головою, якого народила від морського бика дружина критського царя Міноса Пасіфая. Мінотавр утримувався в лабіринті, кожні 9 років йому приносили в жертву 7 юнаків і 7 дівчат із Афін. Чудовисько вбив герой Тесей за допомоги Аріадни.

## Етимологія
Слово «Мінотавр» походить від (дав.-гр. Μινώταυρος, трансліт. Minṓtauros), складне слово, що включає (дав.-гр. Μίνως), власне ім'я володаря Криту (Міноса) й іменник (дав.-гр. ταῦρος, трансліт. tauros) тобто бик. Ім'я Мінотавр буквально означає «бик Міноса». На Криті Мінотавр був відомий під ім'ям Астеріон (дав.-гр. Ἀστερίων) або Астеріус (дав.-гр. Ἀστέριος), ім'я, яким він ділиться з прийомним батьком Міноса.
«Мінотавр» спочатку був власним іменником щодо цієї міфічної фігури. Тобто Мінотавр був лише один. Навпаки, використання «мінотавра» як загального іменника для позначення членів родового «виду» бикоголових істот розвинулося набагато пізніше, у фантастичному жанрі 20-го століття.

## У міфах і легендах

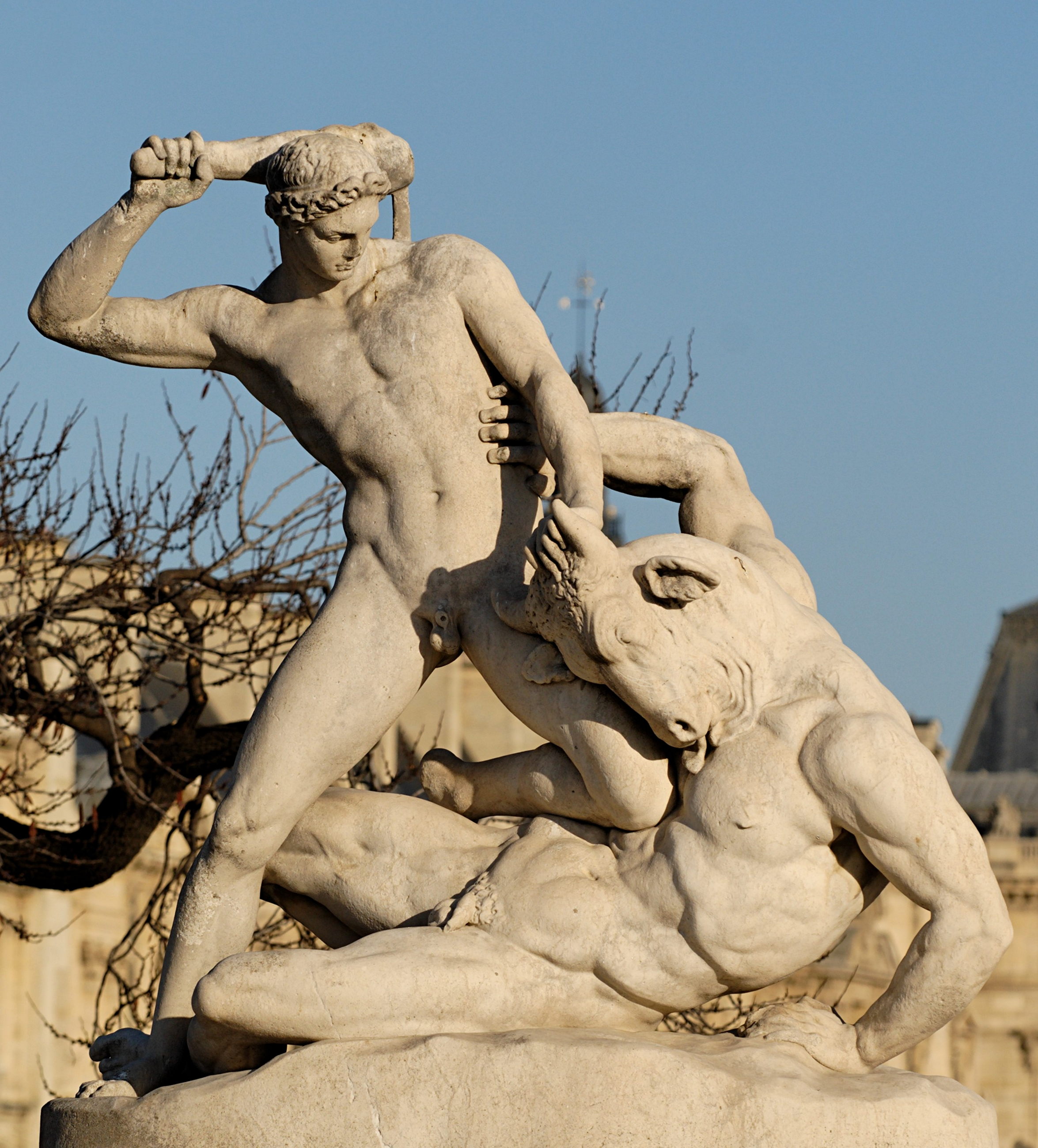
Тесей та Мінотавр, Етьєн-Жюль Раме, 1826 р.

Справжнім іменем Мінотавра було Астерій чи Астеріон. Так само звали критського царя, прийомним сином якого був Мінос. Мінос одружився з Пасіфаєю — дочкою Геліоса та німфи Крети (Персеїди).
Після смерті батька Мінос заявив свої права на трон і хвалився, що на знак законності правління жодна його молитва богам не лишиться нездійсненою. Мінос став молитися богові моря Посейдону, щоб той послав йому білого бика на знак своєї прихильності. Посейдон дав з моря такого бика, якого належало принести богові в жертву. Проте Мінос, вражений красою тварини, вирішив лишити бика в своєму стаді, а в жертву приніс іншого.
Посейдон помстився цареві, пробудивши в його дружини Пасіфаї пристрасть до бика. Пасіфая доручила придворному афінському майстрові Дедалу виготовити дерев'яну корову на колесах, обтягнену шкірою, щоб залізти в неї та злягтися з биком. Дедал викотив цю корову на луку, де пасся бик Посейдона. Задовільнивши свою пристрасть, Пасіфая народила дитину з бичачою головою — Мінотавра, що непомірно ріс і вимагав людського м'яса.
За смерть свого сина Андрогея Мінос призначив афінянам данину: раз на 9 років присилати на Крит 7 юнаків і 7 дівчат. На Криті їх кидали в лабіринт на поживу Мінотавру.
Герой Тесей, бачачи в Афінах відправлення чергової партії юнаків і дівчат у жертву, вирішив покласти край жорстокому звичаю. За іншою версією, він сам викликався на роль жертви за умови, що якщо зуміє убити Мінотавра голіруч, то данину буде скасовано.
Дочка Міноса, Аріадна, пообіцяла Тесею допомогти у вбивстві Мінотавра, якщо герой потім одружиться з нею та забере з Криту. Вона дала Тесею чарівний клубок ниток, який, котячись і розплутуючись, вказував шлях до Мінотавра. Відповідно за ниткою потім можна було знайти і шлях назад. Герой знайшов Мінотавра і вбив його мечем, даним Аріадною, або голіруч, або палицею. Скульптурний фриз в Аміклах зображає Тесея, котрий доставляє зв'язаного Мінотавра в Афіни.

## Трактування образу

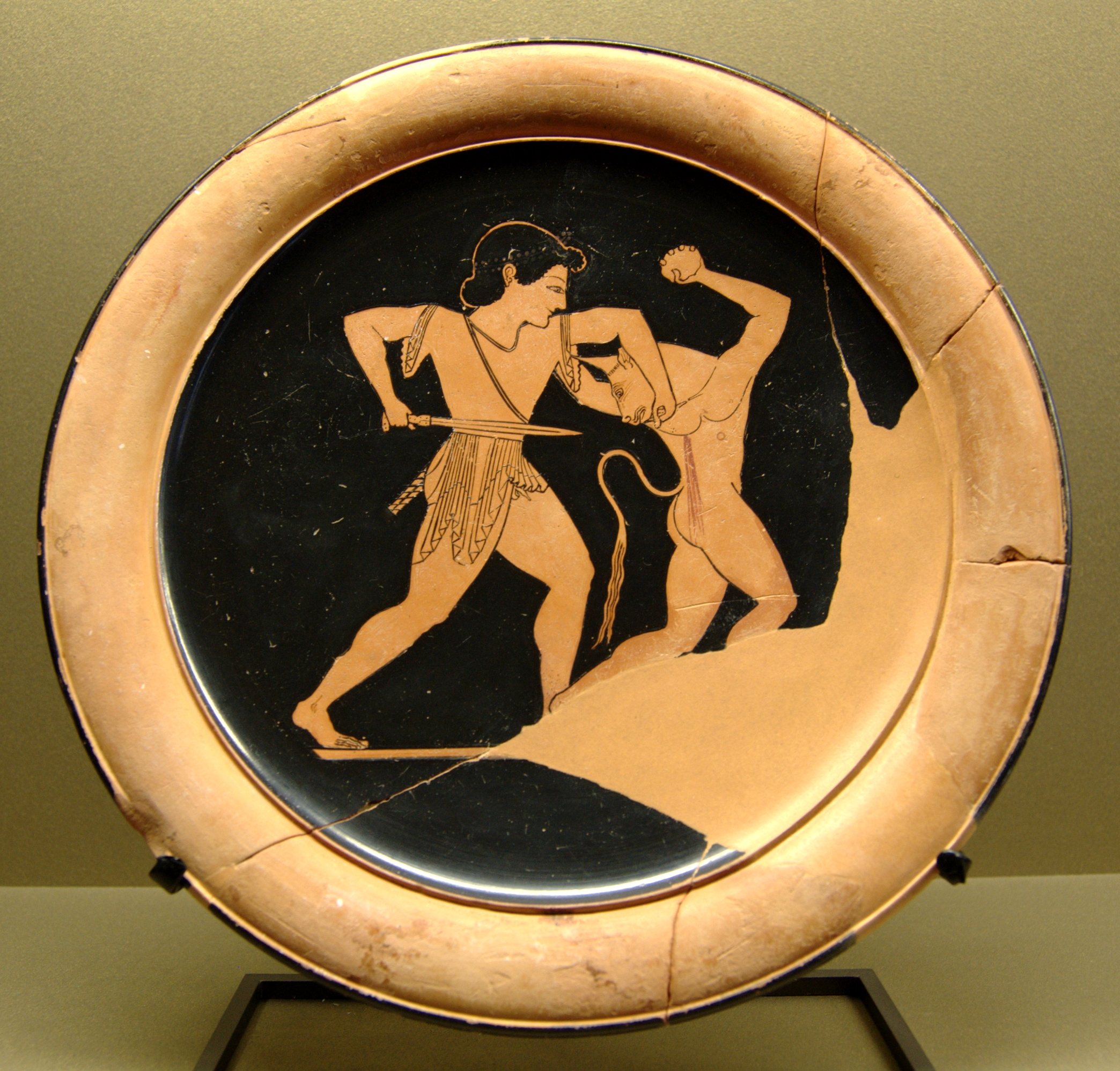
Тесей і Мінотавр. Антична червонофігурна таріль 520–510 рр. до н.е.

Самі критяни ще в античні часи стверджували, що лабіринт був в'язницею, де утримували людей, призначених для принесення в жертву в іграх на честь Андрогея. Частину вбивали на могилі Андрогея, а решту віддавали в рабство переможцям ігор. За переказом, у Міноса був воєначальник Тавр, який забирав рабів собі та підозрювався в перелюбі з Пасіфаєю. Критський цар через це бажав позбутися його. Коли Тесей тричі переміг Тавра, вражений його здібностями Мінос оголосив героя своїм названим сином і скасував данину людьми.
Міф про Мінотавра пов'язаний з тотемістичними віруваннями і є відгомоном часів, що колись приносили в жертву людей. Данина людьми, яку греки сплачували критянам, могла бути потрібна не лише для принесення їх у жертву. Адже критський флот потребував великої кількості веслярів, і для виконання цієї важкої, рабської праці були потрібні невільники.
Відомо, що бик був символом кносської династії, котра правила на Криті, а також священною твариною. Саме в образі бика цар, імовірно, вступив у ритуальний шлюб з верховною жрицею Місяця, що поставала в образі корови. Прообразом лабіринту міг стати кносський палац, знаменитий великою кількістю кімнат. Перед ним також розташовувався майданчик з викладеним лабіринтом, який використовувався для ритуальних еротичних танців.
Якщо вважати Тесея історичною постаттю, то він жив між 1300 і 1200 роками до н. е., за покоління до Троянської війни. Міфи про цього героя в такому разі відображають поширення впливу Афін в епоху панування мінойської та мікенської культур.
Подорож лабіринтом і вбивство Мінотавра може також розглядатися як метафора духовного пробудження, зіткнення зі своїм найбільшим страхом і його подолання.
У сучасних інтерпретаціях зустрічається трактування Мінотавра як образу зневаженої особи, яку хибно вважають злою, потворною, через стереотипи про неї. Згідно з феміністичним трактуванням Дороті Діннерштейн, Мінотавр уособлює чоловіка, який відкидає свою жіночу частину, відгороджується від того, що породжений жінкою-матір'ю.

## В культурі

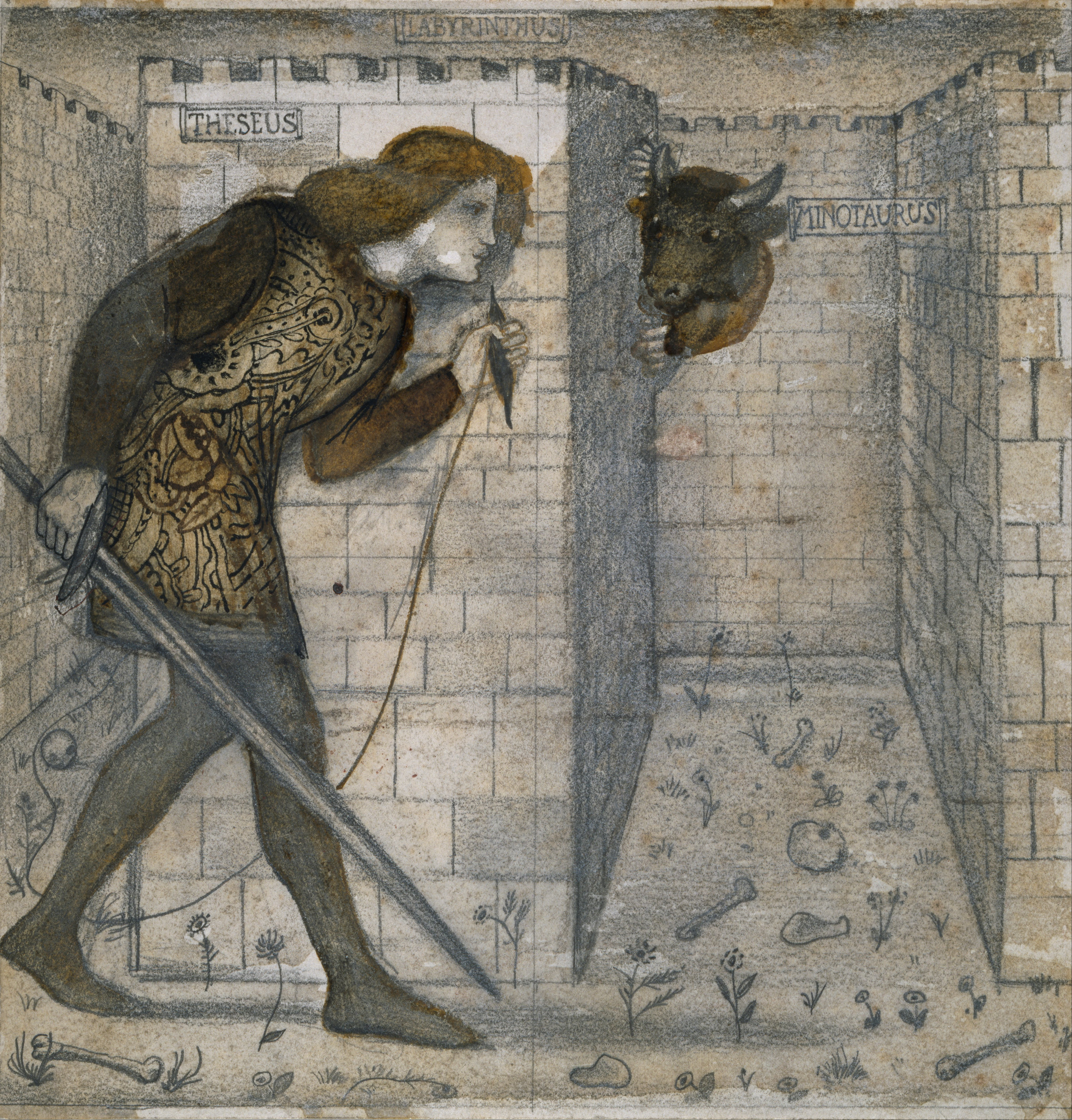
Тесей і мінотавр у лабіринті. Малюнок Едварда Берн-Джонса, 1861 р.

Данте описав Мінотавра в «Божественній комедії», помістивши його в пекло:
Вгорі ж, де ледве можна розміститься,
Розлігся звір і всього себе гриз,
Неначе той, хто до нестями злиться,
Ненатлий звір, який знеславив Кріт;
Від лжекорови він лиш міг вродиться.
Борхес у «Книзі вигаданих істот» зауважує: «Ідея про споруду, в якій губляться люди, можливо, ще дивніша за ідею про людину з бичачою головою, але вони доповнюють одна одну…» За твердженнях Борхеса, Данте, який знав давній концепт напівбика-напівлюдини, але не бачив його зображень, вигадав Мінотавра з людською головою та бичачим тулубом («Пекло», XII, 1-30). Проте такі зображення Мінотавра існували за середньовіччя й до Данте. Також Борхес зобразив у новелі «Дім Астеріона» (1947) міф про боротьбу Тесея з Мінотавром з точки зору самого Мінотавра. В цьому творі чудовисько бачить у Тесеєві рятівника, котрий позбавить Мінотавра мук самотності, а тому добровільно йде на смерть.
Перша поява Мінотавра в кіно відбулася в дотепер втраченому фільмі «Мінотавр» у 1910 році.
Мінотавр — це одна з класичних істот настільної гри Dungeons & Dragons, випущеної в 1974 році. Тут мінотавр не єдиний в своєму роді, а вид чи раса істот. З цієї гри походить популярний образ мінотаврів як нестримних, жорстоких варварів.
Мінотавр постає одним з головних персонажів п'єси Олеся Барліга «Кава для Мінотавра», яка була втілена у форматі телевистави в 2014 році. Також мінотаври згадуються у вірші цього автора, що подарував назву збірці «Насолода уявної смерті» та увійшов до цієї книги.
На честь Мінотавра було названо 6 кораблів Британського флоту.